# Asfalt Tango
Asfalt Tango (en inglés: Asphalt Tango) es una comedia de 1996 rumana dirigida por Nae Caranfil.

## Reparto
- Charlotte Rampling - Marion
- Mircea Diaconu - Andrei
- Florin Călinescu - Gigi
- Constantin Cotimanis - Le chauffeur